# Lasianthus obovatus
Lasianthus obovatus är en måreväxtart som beskrevs av Richard Henry Beddome. Lasianthus obovatus ingår i släktet Lasianthus och familjen måreväxter. Inga underarter finns listade i Catalogue of Life.